# Glory (Common- og John Legend-sang)
"Glory" er en sang af fremført af singer-songwriteren John Legend og rapperen Common. Den blev skrevet af Legend, Common og Che Smith. Sangen blev udgivet den 11. december 2014 på Columbia Records, som temasangen fra Selma fra 2014, der portrætterer Selma til Montgomery marcherne i 1965. Common spillede også lederen af den afroamerikanske borgerrettighedsbevægelse, James Bevel i Selma.
Sangen vandt prisen for bedste sang ved det 87. Academy Awards og det 72. Golden Globe Awards i 2015.

## Priser
| År   | Uddeling                                  | Pris                  | Resultat  |
| ---- | ----------------------------------------- | --------------------- | --------- |
| 2014 | African-American Film Critics Association | Best Music            | Vundet    |
| 2015 | 87. Academy Awards                        | Bedste Sang           | Vundet    |
| 2015 | Critics' Choice Movie Awards              | Bedste Sang           | Vundet    |
| 2015 | Georgia Film Critics Association          | Bedste Originale Sang | Vundet    |
| 2015 | Golden Globe Award                        | Bedste Originale Sang | Vundet    |
| 2015 | Houston Film Critics Society Awards       | Bedste Originale Sang | Nomineret |

## Hitlister
| Hitliste (2015)                                  | Højeste placering |
| ------------------------------------------------ | ----------------- |
| Australien (ARIA)                                | 62                |
| Belgien (Ultratip Flanderen)                     | 74                |
| Belgien (Ultratip Wallonien)                     | 40                |
| Frankrig (SNEP)                                  | 65                |
| Irland (IRMA)                                    | 39                |
| Schweiz (Schweizer Hitparade)                    | 38                |
| Spanien (PROMUSICAE)                             | 25                |
| Storbritannien Singles (Official Charts Company) | 62                |
| USA Billboard Hot 100                            | 49                |
| USA Hot R&B/Hip-Hop Songs (Billboard)            | 18                |
| USA Hot Rap Songs (Billboard)                    | 11                |
| Østrig (Ö3 Austria Top 40)                       | 47                |